# 병법가전서
『병법가전서』(일본어: 兵法家伝書 헤이호카덴쇼[*])는 에도시대 초기의 검호 야규 무네노리가 간에이 9년(서기 1632년) 저술한 병법서다. 동세대의 또다른 검호 미야모토 무사시가 저술한 『오륜서』와 더불어 일본 근세 무도서의 양대 거봉이라 칭해진다. 현재 이와나미문고에서 와타나베 이치로가 교주(校注)한 것이 간행되고 있다.
『병법가전서』의 집필 의도는 막부 3대 정이대장군 도쿠가와 이에미쓰에게 바치기 위해, 장군가병법지남역(将軍家兵法指南役, 장군 가문의 병법 지도 임원)이었던 야규 무네노리가 확립한 야규신음류 병법사상을 펴낸 것이다.
제1부 진리교(進履橋), 제2부 살인도(殺人刀), 제3부 활인검(活人剣) 이렇게 총 3부로 구성되어 있다. 「진리교」 편은 카미이즈미 노부츠나로부터 발원하여 저자의 아버지 야규 무네요시를 거쳐 전승받은 “나라이(習い, 기법)”를 목록으로서 제시하였고, 「살인도」 편과 「활인검」 편은 야규 부자가 독자적으로 체득한 “나라이 외의 별전(別伝)”을 서술한 것으로 되어 있다. 활인검, 대병법, 치국평천하검, 평상심, 무도(無刀), 검선일여 등 후대 무도계에 영향을 준 개념들이 이 책에서 제시되었다.